# 宮崎市立本郷中学校
宮崎市立本郷中学校（みやざきしりつ ほんごうちゅうがっこう）は、宮崎県宮崎市大字本郷南方にある公立中学校である。

## 概要
- 生徒数581人(令和6年度)
- 学級数 普通19クラス

## 沿革
- 1979年4月1日 - 赤江中学校から分離し開校する。
- 1979年7月20日 - プールが竣工する。
- 1980年1月8日 - 校歌が制定される。
- 1981年3月4日 - 体育館が竣工する。

## 学区
- 本郷小学校 通学区域
- 国富小学校 通学地域

## 交通アクセス
宮崎交通バス
- 看護大学線「東山崎」バス停下車、徒歩5分
- 宮崎空港線「山崎台」バス停下車、徒歩10分